# Tequila (песня)
«Tequila» (с англ. — «Текила») — песня, записанная британским диджеем Jax Jones, французским музыкантом Мартином Сольвейгом и британской поп-певицей Raye (Rachel Agatha Keen). 21 февраля 2020 года вышла в качестве отдельного сингла на лейбле Ministry of Sound и как часть проекта Europa. Авторами песни выступили сама певица, Timucin Aluo, Мартин Сольвейг, Mark Ralph, Uzoechi Emenike, Janee Bennett, Jamie Spinks. Сингл получил серебряную сертификацию в Великобритании.

## История
Джонс впервые представил песню в бруклинском ночном клубе "Elsewhere" 20 апреля 2019 года. Затем эта песня была описана как "характерно тяжелая басовая" и "быстрая". Во время интервью 23 января 2020 года певица Рэй рассказала, что песня скоро выйдет и что это «единственная другая запись», которую она и Джонс написали вместе. 4 февраля 2020 года Джонс опубликовал видеоролик, в котором он готовит еду на кухне с фрагментом песни, играющей, когда он открывает кастрюлю. Затем он разместил отрывок из видео их трио, установленном перед зелёным экраном.

## Обложка
Обложка сингла была впервые показана 17 февраля 2020 года и изображает автомобиль красного цвета марки BMW E30 M3 со стереотипными мексиканскими иллюстрациями на заднем плане.

## Чарты
| Чарт (2020)                                | Высшая позиция |
| ------------------------------------------ | -------------- |
| Чехия (Rádio — Top 100)                    | 48             |
| Венгрия (Dance Top 40)                     | 21             |
| Венгрия (Rádiós Top 40)                    | 15             |
| Ирландия (IRMA)                            | 19             |
| Новая Зеландия (RMNZ)                      | 32             |
| Россия (TopHit)                            | 66             |
| Шотландия (OCC Scotland)                   | 14             |
| Словакия (Rádio — Top 100)                 | 39             |
| Великобритания (OCC UK Singles)            | 21             |
| Великобритания (OCC UK Dance)              | 2              |
| США (Billboard Hot Dance/Electronic Songs) | 39             |

## Сертификации
| Регион                                                                      | Сертификация | Продажи |
| --------------------------------------------------------------------------- | ------------ | ------- |
| Великобритания (BPI)                                                        | Золотой      | 400 000 |
| Данные о продажах + прослушиваниях приведены только на основе сертификации. |              |         |